# ایکله‌پرتین
ایکله‌پرتین (انگلیسی: Iclepertin) یک داروی نوتروپیک و بازدارنده بازجذب گلیسین آزمایشی برای تقویت شناخت و ظرفیت عملکردی در اسکیزوفرنی است.